# Ренни, Майкл
Майкл Ренни (англ. Michael Rennie), имя при рождении Эрик Александер Ренни (англ. Eric Alexander Rennie; 25 августа 1909 года — 10 июня 1971 года) — английский, а позднее американский актёр театра, кино и телевидения, карьера которого охватила период 1930—60-х годов.
Ренни снялся более чем в 70 фильмах и во многих популярных телесериалах. Более всего Ренни известен по роли инопланетянина Клаату в фантастическом фильме «День, когда Земля остановилась» (1951). Среди других наиболее известных картин Ренни — «Злая леди» (1945), мелодрама «Трио» (1950), фэнтези-мелодрама «Дом на площади» (1951), шпионский триллер «Пять пальцев» (1952), исторические драмы «Отверженные» (1952), «Плащаница» (1953) и «Деметрий и гладиаторы» (1954), фильмы нуар «Тринадцатое письмо» (1951), «Телефонный звонок от незнакомца» (1952) и «Опасный круиз» (1953), а также семейный приключенческий фильм «Третий человек на горе» (1959).
С 1955 года Ренни стал работать на телевидении, где его самой памятной работой стала роль Гарри Лайма в 77 эпизодах англо-американского криминального сериала «Третий человек» (1959-65).

## Ранние годы и начало карьеры
Майкл Ренни родился 25 августа 1909 года в Брэдфорде, Уэст-Йоркшир, Великобритания. Он был англичанином со стороны матери и шотландцем — со стороны отца. Отец Ренни владел успешным шерстяным бизнесом, который принадлежал его семье более 150 лет. Как пишет киновед Хэл Эриксон, «Ренни всегда утверждал, что „стал актёром“, чтобы не стать управленцем семейного шерстяного бизнеса». Тем не менее, в 1931 году после окончания Кембриджского университета Ренни некоторое время поработал торговцем автомобилями и управляющим на фабрике отца.

## Начало театральной и кинокарьеры в Великобритании
В 1935 году Ренни направился в лондонскую кинокомпанию Gaumont British, где благодаря высокому росту и привлекательной внешности обратил на себя внимание директора по кастингу, который взял его «на эпизодические роли за мизерную зарплату». Для профессиональной актёрской карьеры Ренни сохранил свою фамилию, однако сменил имя на Майкл. В 1936 году Альфред Хичкок взял Ренни в качестве дублёра актёра Роберта Янга в свой первый фильм, шпионский триллер «Секретный агент» (1936), который снимался на Gaumont British.
Чувствуя потребность повысить уровень своего актёрского мастерства, Ренни решил набраться опыта в театре. Сначала он поступил в Йоркширский театр, а несколько позднее стал звездой Театра в Йорке, где отыграл несколько сезонов в современных постановках, в частности, исполнял роль профессора Хиггинса в комедии Бернарда Шоу «Пигмаллион». Одновременно Ренни стал регулярно появляться на экране в эпизодических ролях без указания в титрах. С 1940 года он начал получать более существенные роли, в частности, в детективе «Пациент исчезает» (1940), военной мелодраме «Опасный лунный свет» (1941) и военном приключенческом триллере «Пимпернел Смит» (1941). Свою первую большую кинороль Ренни сыграл в саспенс-драме «Башня ужаса» (1941) об обезумевшем смотрителя маяка в оккупированной нацистами Голландии, где Ренни досталась роль романтического героя. Он также сыграл важные роли в военных драмах «Корабли с крыльями» (1941) и «Большая блокада» (1942).
Во время Второй мировой войны с 1941 по 1944 год Ренни служил в Королевских ВВС, а затем проходил стажировку по программе подготовки американских пилотов истребителей в Джорджии.

## Послевоенная карьера в Великобритании в 1945-50 годах
После увольнения с воинской службы Ренни вернулся в кино, сыграв в паре «с одной из любимых актрис Англии Маргарет Локвуд в двух фильмах» — мюзикле «Я буду твоей любимой», где он пел, и костюмированной приключенческой мелодраме «Злая леди» (1945). Оба фильма имели успех, а Ренни обратил на себя внимание профессиональной прессы. В частности, американский журнал Variety назвал игру актёра в «Я буду твоей любимой» «заслуживающей внимания», далее указав, что Ренни «вполне может подойти Голливуду. Он стал бы наилучшим кандидатом на роль новой звезды, вышедшим из британского кино за многие годы. Ренни не только имеет потенциал на классические главные роли, но и внешне привлекателен. Публика женского пола на него пойдёт». В свою очередь, фильм «Злая леди» стал одной из коммерчески наиболее успешных лент года в Британии. В том же году Ренни сыграл командира римских центурионов в одной, но заметной сцене исторической драмы по Бернарду Шоу «Цезарь и Клеопатра» (1945) с Вивьен Ли и Клодом Рейнсом в главных ролях, который имел большой зрительский успех, особенно, в США. Успех этих фильмов привёл Ренни к контракту с кинокомпанией Twentieth Century Fox и его переезду в Голливуд несколькими годами спустя.
В 1947-50 годах Ренни сыграл в таких британских фильмах, как послевоенная мелодрама «Таверна „Белая колыбель“» (1947), мелодрама «Корень всего зла» (1947) с Филлис Калверт в роли искательницы богатства, где он предстал в образе предприимчивого незнакомца, помогающего ей разбогатеть на нефтяных скважинах, и историческая мелодрама «Идол Парижа» (1948), где Ренни был любовником куртизанки, прокладывающей свой путь к вершине власти во французском обществе середины XIX века. В течение последующих двух лет Ренни сыграл в серии проходных фильмов, среди них триллер "Непростые условия» (1949), где он был частным детективом, мелодрама «Золотая Мадонна» (1949), а также комедии — «Путешествие мисс Пилигрим» (1949) и «Тело сказало нет!» (1950). Свою наиболее памятную роль в этот период Ренни сыграл в фильме «Трио» (1950), который состоял из трёх киноновелл по произведениям Сомерсета Моэма. В самой длинной 47-минутной новелле под названием «Санаторий» 40-летний Ренни и 20-летняя Джин Симмонс сыграли пару обречённых пациентов туберкулёзного санатория. Газета «Нью-Йорк Таймс» назвала эту картину «одним из наиболее значимых фильмов» Ренни.

## Голливудская карьера в 1950-55 годах
Игра в фильме «Трио» произвела сильное впечатление на главу кинокомпании Twentieth Century Fox Дэррила Занука, который заключил с актёром семилетний контракт. В 1950 году Ренни стал одним из нескольких британских актёров, которые сыграли в приключенческой исторической мелодраме «Чёрная роза» (1950) с Тайроном Пауэром и Орсоном Уэллсом, действие которой происходит в Англии и Марокко XIII века. Благодаря своему высокому росту Ренни получил в этом фильме роль английского короля Эдварда I по прозвищу Длинноногий. Год спустя Ренни вновь сыграл вместе с Пауэром в фэнтези-мелодраме «Дом на площади» (1951), на этот раз исполнив вторую по значимости мужскую роль.

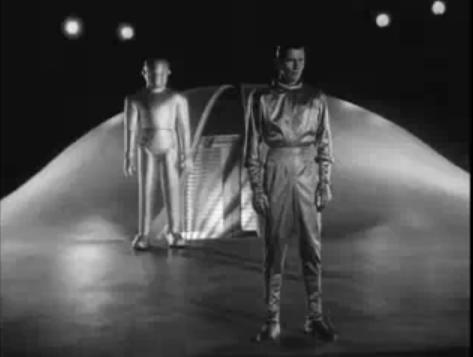
Сцена из фильма «Когда Земля остановилась» (1951). На переднем плане Майкл Ренни

Как отмечено на сайте Turner Classic Movies, «среди многочисленных фильмов Ренни ни один не достиг такой силы воздействия как его фильм 1951 года „День, когда Земля остановилась“, который сегодня считается классикой научной фантастики». Это был один из первых послевоенных крупнобюджетных научно-фантастических фильмов, который стал серьёзным, умным исследованием атмосферы подозрительности и паранойи, царившей в США в середине XX века, и кроме того, предпринял попытку философского осмысления места человечества во вселенной. На ключевую роль пришельца Клаату первоначально рассматривались такие звёзды, как Спенсер Трейси и Клод Рейнс. Однако продюсер картины Джулиан Блаустейн заключил, что малоизвестного актёра американская публика легче воспримет как «чужеземца в чужой стране». Занук предложил на эту роль Ренни, который лишь незадолго до того подписал многолетний контракт с Twentieth Century Fox, и пока ещё не стал известным актёром. По словам Ренни, режиссёр фильма Роберт Уайз попросил его сыграть роль пришельца «с достоинством, но без превосходства». Фильм добился коммерческого успеха и получил хорошие отзывы критики. В частности, журнал Variety высоко оценил его документальный стиль, далее написав, что «история рассказана достаточно интересно и насыщена увлекательными научно-фантастическими моментами и саспенсом, а морализирование встречается очень редко… Актёрский состав, хотя и вторичен по отношению к истории, справляется со своей задачей хорошо» . Вместе с тем, Босли Краузер в «Нью-Йорк Таймс» сдержанно оценил картину и отметил, что «Ренни, который играет благородную душу, хотя очаровательно вежлив и терпим, может вызвать неконтролируемую зевоту. Его манера держаться странно сдержана и педантична для парня, который только что спустился с космического корабля, а его знание земного языка, вероятно, почерпнуто из программ Би-би-си. Ренни — приятный парень, но, знаете ли, мягковат».
После этой картины Занук предложил актёру сыграть главную роль в фильме нуар Отто Премингера «Тринадцатое письмо» (1951), съёмки которого проходили в Канаде. Фильм был ремейком французской картины «Ворон» (1943), действие которого перенесено в небольшой городок в канадской провинции Квебек. Ренни сыграл в этой картине главную роль только что прибывшего в город врача, который становится одним из объектов клеветнической кампании, организованной против него с помощью анонимных писем. Хотя после выхода фильма на экраны он не произвёл впечатления на критику, современный историк кино Боб Порфирио отметил игру Ренни, который создаёт образ «человека, который глубоко прячет свои чувства после того, как его жестоко побила жизнь».
На волне критического и коммерческого успеха фильма «День, когда остановилась Земля», Занук дал Ренни главную роль Жана Вальжана в исторической приключенческой драме по роману Виктора Гюго «Отверженные» (1952). Фильм был принят критиками не так хорошо, как ожидалось, а игра Ренни была воспринята критикой «сдержанно, хотя и уважительно». В рецензии на фильм в «Нью-Йорк Таймс» А. Х. Вейлер написал, что «Ренни в роли Вальжана сыграл заключённого, а затем преследуемого человека, который лишь иногда забывает о своих хороших манерах. Он более убедителен в тот короткий период когда он нечёсаный, бородатый и озверелый Вальжан, чем когда он благополучный гражданин, который воровато пытается скрыть свою истинную личность». Поскольку фильм принёс крайне малую прибыль, студия отказалась от дальнейших планов сделать 43-летнего Ренни звездой, после чего предложения главных ролей начали сокращаться, и в итоге он был переведён на роли ведущего актёра второго плана.
На следующий год Ренни получил значимую роль в ансамблевой нуаровой драме «Телефонный звонок от незнакомца» (1952). Актёр сыграл нервного пьющего врача, которого мучает вина за то, что в автокатастрофе по его вине погиб его коллега. Возвращаясь домой, чтобы явиться с повинной к окружному прокурору, он знакомится в аэропорту со случайным попутчиком. Самолёт разбивается, и герой Ренни гибнет, после чего попутчик разыскивает его жену и ребёнка, рассказывая им о его прошлом и о том, что он собирался всё исправить. Краузер в «Нью-Йорк Таймс» сдержанно оценил фильм, посчитав его сделанным «гладко и эффективно, с точностью красиво сделанной машины, так что вскоре создаётся ощущение абсолютной механистичности сценария, который основан скорее на авторских схемах, чем на реальной жизни», а «актёрская игра нескольких звёзд столь же аккуратная и прилизанная», как и сам фильм.
В том же году Ренни появился в первоклассном шпионском триллере «Пять пальцев» (1952) в роли британского агента, который находит немецкого шпиона (Джеймс Мейсон), работавшего слугой британского посла в Турции во время Второй мировой войны. Позитивно оценив картину, Краузер в «Нью-Йорк Таймс» выделил игру многих актёров, в том числе и «Ренни в роли сыщика Форин-офиса, который отлично передаёт национальный темперамент своего героя».
Ренни сыграл вторую по значимости роль капитана корабля в боевике «В одиночку (Королевский моряк)» (1953), однако в значительной степени находился на втором плане при исполнителе главной роли Джеффри Хантере, герой которого в одиночку удерживал немецкий военный корабль до подхода британских сил в Тихом океане. Позитивно оценив захватывающий экшн фильма, Краузер при этом отметил, что «как Ренни, так и Хантер совершенно деревянные персонажи в том, что касается человеческих чувств».
Вскоре на экраны вышла крпунобюджетная библейская драма «Плащаница» (1953), которая стала первым фильмом в формате CinemaScope и крупнейшим хитом года. Главный герой фильма римский трибун, который руководил распятием Христа (Ричард Бёртон), становится владельцем плащаницы, под мистическим влиянием которой становится христианином. Среди прочих актёров этого фильма кинокритик Босли Краузер в «Нью-Йорк Таймс» выделил и игру Майкла Ренни, «который держится торжественно и превосходно в роли апостола Петра».
В фильме нуар «Опасный круиз» (1953) богатая молодая наследница Рут Боуман (Джинн Крейн) скоропалительно выходит замуж и отправляется в медовый месяц в круиз на трансатлантическом лайнере. После отплытия из Нью-Йорка муж неожиданно исчезает, не оставив никаких следов своего пребывания на борту. Никто не хочет верить в историю Рут, лишь судовой врач в исполнении Ренни пытается разобраться в её деле, в итоге разоблачая мужа-мошенника, пытавшегося представить Рут сумасшедшей и завладеть её состоянием. Кинообозреватель «Нью-Йорк Таймс» А. Х. Вейлер дал фильму сдержанную оценку, назвав его «лишь умеренно увлекательным приключением с невероятным сценарием». При этом он позитивно оценил игру Ренни в роли «красивого врача, который заботлив в отношении своей красивой пациентки, но не вполне уверен, достаточно ли ей лишь успокаивающих лекарств или следует применить психиатрические методы лечения».
На следующий год Ренни сыграл в исторической приключенческой ленте «Капитан Хайберских стрелков» (1954), исполнив роль бригадного генерала в Британской Индии, дочь которого влюбляется в молодого офицера в исполнении Тайрона Пауэра. Затем Ренни впервые исполнил роль злодея в приключенческом фильме «Принцесса Нила» (1954), действие которого происходит в Египте XIII века. В исторической драме «Деметрий и гладиаторы» (1954), который был сиквелом «Плащаницы», Ренни вновь предстал в образе апостола Петра, который передаёт плащаницу гладиатору Деметрию прежде чем отправиться «на север». Фильм имел крупный коммерческий успех. В биографической драме «Любовь императора Франции» (1954) с Марлоном Брандо в роли Наполеона Ренни сыграл генерала Жана-Батиста Бернадота, который впоследствии станет королём Швеции Карлом XIV Юханом.
Год спустя в хитовой приключенческой криминальной драме «Солдат удачи» (1955) с Кларком Гейблом и Сьюзен Хэйворд, Ренни исполнил роль начальника британской полиции, который участвует в поисках пропавшего фотографа в Гонконге. После позитивной реакции на исполнение Ренни роли апостола Петра, студия «Фокс» поручила ему главную роль в приключенческом фильме «Семь городов золота» (1955), где актёр сыграл роль стойкого приверженца веры, францисканского монаха Хуниперо Серры, который во второй половине XVIII века основал целых ряд значимых католических миссий в Верхней Калифорнии. В мелодраме «Дожди Ранчипура» (1955) Ренни сыграл роль родовитого лорда Эскета, который прибывает в Индию со своей женой (Лана Тёрнер), однако вскоре возвращается в Британию в то время как жена заводит роман с индийским врачом (Ричард Бёртон). До истечения контракта с «Фокс» Ренни сыграл с Джинджер Роджерс в драме об отношениях разведённых родителей с 15-летней дочерью «Мятежный подросток» (1956), после чего исполнил роль ветерана войны, которого из ревности душит плантатор в исполнении Джеймса Мейсона, в драме на тему межрасовых отношений «Остров на солнце» (1957), действие которой происходит на одном из островов в Карибском море.

## Кинокарьера в 1957-70 годах
После истечения контракта с «Фокс» Ренни стал работать независимо. На студии Paramount в биографической драме «Любовь в жизни Омара Хайама» (1957) с Корнеллом Уайлдом в заглавной роли Ренни сыграл роль друга Хайама, восточного правителя Хасана ибн Саббаха. Затем Ренни вернулся в Великобританию, где сыграл главную роль руководителя группы польских партизан в военной драме «Битва за Фау-1» (1958). Год спустя Ренни был указан первым в списке актёров диснеевского фильма о горных туристах «Третий человек на горе» (1959), хотя фактически сыграл роль второго плана. Затем Ренни вновь оказался на студии «Фокс», где сыграл главную роль путешественника лорда Джона Рокстона в приключенческом фильме по роману Артура Конан-Дойла «Затерянный мир» (1960), который рассказывал об экспедиции в джунгли Южной Америки, которая находит доисторических монстров. Критик А. Х. Вейлер критически оценил картину, назвав её «банальным, медленным и тяжеловесным ремейком» романа Конан-Дойла, а игру Ренни «оценил как флегматичную и безжизненную в роли плейбоя».
В 1961 году Ренни попробовал свои силы на Бродвее, сыграв роль переживающего кризис популярного актёра Дирка Винстена в комедии «Мэри, Мэри». В связи с этой ролью актёр говорил: «Это моя первая возможность сыграть в комедии в этой стране. Голливуд привёл меня в кино более десяти лет назад. Я сделал здесь много фильмов, и у меня были хорошие роли, но у меня ни разу не было возможности сыграть в комедии. На самом деле, это моя первая театральная роль любого плана в этой стране. Я работал по голливудскому контракту всё время, и до последнего времени у меня не было достаточно времени, чтобы сыграть в спектакле». Спектакль был чрезвычайно успешным, выдержав 1572 представления, однако Ренни отыграл в нём лишь пять месяцев, после чего в июле 1961 года его сменил Майкл Уайлдинг. А в 1963 году студия Warner Bros. сняла фильм по этому спектаклю, пригласив Ренни на главную роль.
В 1960-е годы Ренни сыграл банкира в вестерне «Жестокая месть» (1966), киборга, который прибывает из будущего в 1966 год, чтобы предотвратить возникновение тирании, в фантастическом фильме «Киборг 2087» (1967), одного из постояльцев новоорлеанской гостиницы в ансамблевой драме «Отель» (1967), обладающего сверхспособностями учёного в фантастическом триллере «Власть» (1968), а также командующего армией, генерал-лейтенанта США в военной драме «Бригада дьявола» (1968). Перебравшись в Европу, Ренни играл преимущественно в итальянских фильмах, в частности, исполнил роль британского агента в шпионском фильме «Бегущая мишень» (1968), инспектора полиции в джалло «Семь девственниц для убийцы» (1968) и генерала Монтгомери в военном экшне «Битва за Эль-Аламейн» (1969). Ренни также сыграл в американском триллере об ограблении «Заговор в Сурабае» (1969), который снимался на Филиппинах, а свою последнюю кинороль исполнил в 1970 году в итальянском фильме ужасов «Ужасные монстры» (1970).

## Карьера на телевидении в 1955-68 годах
Начиная с середины 1950-х годов Ренни стал много работать на телевидении, где его самой значимой работой стала роль учтивого искателя удачи Гарри Лайма в 76 эпизодах детективного сериала «Третий человек» (1959-65), который отдалённо был основан на одноимённом фильме нуар 1949 года.
На американском телевидении в 1950-е годы Ренни играл гостевые роли в сериалах «Кульминация» (1955-58, 8 эпизодов), «Театр 90» (1957, 1 эпизод), и «Караван повозок» (1957-63, 2 эпизода), а в 1960-е годы — в телесериалах «Шоу Барбары Стэнвик» (1961, 1 эпизод), «Американцы» (1961, 1 эпизод), «Шоссе 66», «Альфред Хичкок представляет» (1958-62, 2 эпизода), «Перри Мейсон» (1963, 1 эпизод), «Караван повозок», «Вергинцы» (1963, 1 эпизод), «Дэниел Бун» (1964-66, 2 эпизода), «Бонанза» (1965, 1 эпизод), «Затерянные в космосе» (1966, 2 эпизода), «Хранитель», «Туннель времени» (1966, 1 эпизод), «Бэтмен» (1966, 2 эпизода), «Захватчики» (1967, 3 эпизода), «Я шпион» (1967, 1 эпизод), «Человек из А. Н.К. Л.» (1967, 1 эпизод) и «ФБР» (1967-69, 3 эпизода).

## Актёрское амплуа и анализ творчества
Хэл Эриксон описал Ренни как высокорослого, «красивого, тощего» актёра, который, по словам «Нью-Йорк Таймс» играл как правило «ровных, корректных» персонажей как в главных ролях, так и в ролях второго плана. Он работал в различных жанрах, включая фантастические фильмы, фильмы нуар, а также в исторические драмы.
Карьера Ренни в театре, в кино и на телевидении охватила более 30 лет. Как отмечено во многих источниках, в кино «Ренни более всего известен по роли Клаату в научно-фантастической классике „День, когда Земля остановилась“ (1951)». По мнению Эриксона, помимо этой роли «в период своего семилетнего пребывания на студии Twentieth Century Fox Ренни по-настоящему расцвёл с крупными ролями» в фильмах «Отверженные» (1952) и «Плащаница» (1953). Он также сыграл главные и важные роли в фильмах «Тринадцатое письмо» (1951), «Пять пальцев» (1952), «Опасный круиз» (1953) и «Затерянный мир» (1960). Ренни неоднократно играл с крупнейшими кинозвёздами своего времени, среди них Марлон Брандо, Орсон Уэллс, Кларк Гейбл, Ричард Бёртон, Джеймс Мейсон, Тайрон Пауэр, Уильям Холден и Виктор Мэтьюр, актрисы Вивьен Ли, Бетт Дейвис, Джин Симмонс, Джоан Фонтейн и Сьюзен Хэйворд.
На телевидении, по словам, «Нью-Йорк Таймс», «он, наверное, более всего известен по роли учтивого и ловкого романтического международного шпиона Гарри Лайма в „Третьем человеке“, одном из самых популярных телесериалов всех времён. Сериал был чрезвычайно успешен в Европе, Австралии и в Англии».

## Личная жизнь
Ренни был женат дважды. С 1938 по 1945 год он был женат на Джоан Ингланд, а в 1947-60 годах — на актрисе Маргарет Макграт. В 1953 году у пары родился сын Дэвид Ренни, который стал судьёй.
У Ренни также был сын Джон (1944 года рождения) от своей многолетней подруги и любовницы Рене Гилберт, сестры британского режиссёра Льюиса Гилберта.

## Смерть
Ренни скоропостижно умер 10 июня 1971 года в Харрогейте, Северный Йоркшир, от эмфиземы лёгких в возрасте 61 года во время посещения матери.

## Фильмография

### Кинематограф
- 1936 — Секретный агент / Secret Agent (в титрах не указан)
- 1936 — Человек, который умел творить чудеса / The Man Who Could Work Miracles — коп из Сан-Франциско (в титрах не указан)
- 1936 — Завоевание воздуха / The Conquest of the Air (в титрах не указан)
- 1937 — Цыганка / Gypsy (в титрах не указан)
- 1937 — Преступный путь / Gangway — офицер на корабле (в титрах не указан)
- 1937 — Пискун / The Squeaker — медицинский экзаменатор (в титрах не указан)
- 1938 — Развод леди Х / The Divorce of Lady X (в титрах не указан)
- 1938 — Банковский выходной / Bank Holiday — охранник (в титрах не указан)
- 1939 — Этот человек в Париже / This Man in Paris (в титрах не указан)
- 1940 — Семья Бриггс / The Briggs Family — полицейский в штатском (в титрах не указан)
- 1941 — Всё снова стало хорошо / Turned Out Nice Again — обедающий (в титрах не указан)
- 1941 — Пимпернелл Смит / Pimpernel Smith — офицер в тюремном лагере (в титрах не указан)
- 1941 — Опасный лунный свет / Dangerous Moonlight — Капулски
- 1941 — Пациент исчезает / The Patient Vanishes — инспектор
- 1941 — Башня ужаса / Tower of Terror — Энтони Хэйл
- 1941 — Корабли с крыльями / Ships with Wings — лейтенант Максвелл
- 1942 — Большая блокада / The Big Blockade — Джордж
- 1945 — Я буду твоей любимой / I’ll Be Your Sweetheart — Боб Филдинг
- 1945 — Злая леди / The Wicked Lady — Кит Локсби
- 1945 — Цезарь и Клеопатра / Caesar and Cleopatra — центурион на пристани
- 1947 — Корень зла / The Root of All Evil — Чарльз Мортимер
- 1947 — Таверна «Белая колыбель» / White Cradle Inn — Рудольф
- 1948 — Идол Парижа / Idol of Paris — Хертц
- 1948 — Непростые условия / Uneasy Terms — Слим Каллаган
- 1949 — Золотая мадонна / The Golden Madonna — Майк Кристи
- 1949 — Путешествие мисс Пилигрим / Miss Pilgrim’s Progress — Боб Тэйн
- 1950 — Трио / Trio — майор Темплтон
- 1950 — Чёрная роза / The Black Rose — Король Эдвард I
- 1951 — Тринадцатое письмо / The 13th Letter — доктор Пирсон
- 1951 — День, когда Земля остановилась / The Day the Earth Stood Still — Клаату
- 1951 — Дом на площади / The House in the Square — Роджер Форсит
- 1952 — Телефонный звонок от незнакомца / Phone Call from a Stranger — доктор Роберт Фортнесс
- 1952 — Пять пальцев / 5 Fingers — Колин Трэверс
- 1952 — Отверженные / Les Miserables — Жан Вальжан
- 1953 — Королевский моряк / Single-Handed — лейтенант Ричард Сэвилл
- 1953 — Плащаница / The Robe — Пётр
- 1953 — Опасный круиз / Dangerous Crossing — доктор Пол Мэннинг
- 1953 — Капитан Хайберских стрелков / King of the Khyber Rifles — бригадный генерал Джэй Р. Мэйтланд
- 1954 — Принцесса Нила / Princess of the Nile — Рама Хан
- 1954 — Деметрий и гладиаторы / Demetrius and the Gladiators — Питер
- 1954 — Мамбо / Mambo — Энрико Марисони
- 1954 — Любовь императора Франции / Désirée — Жан Батист Бернадотт
- 1955 — Солдат удачи / Soldier of Fortune — инспектор Мерриуэзер
- 1955 — Семь золотых городов / Seven Cities of Gold — отец Хуниперо Серра
- 1955 — Дожди Ранчипура / The Rains of Ranchipur — лорд Альберт Эскет
- 1956 — Мятежный подросток / Teenage Rebel — Джэй Фаллон
- 1957 — Остров на Солнце / Island in the Sun — Хилари Карсон
- 1957 — Любовь в жизни Омара Хайама / Omar Khayyam — Хасани Сабах
- 1958 — Битва за Фау-1 / Battle of the V-1 — Стефан
- 1959 — Третий человек на горе / Third Man on the Mountain — капитан Джон Винтер
- 1960 — Затерянный мир / The Lost World — лорд Джон Рокстон
- 1963 — Мэри, Мэри / Mary, Mary — Дирк Винстон
- 1966 — Жёсткая месть / Ride Beyond Vengeance — Брукс Дюрэм
- 1966 — Киборг 2087 / Cyborg 2087 — Гарт А7
- 1967 — Отель / Hotel — Джеффри, герцог Ланбурн
- 1968 — Власть / The Power — Артур Нордлунд
- 1968 — Бригада дьявола / The Devil’s Brigade — генерал-лейтенант Марк Кларк
- 1968 — Бегущая мишень / Bersaglio mobile — майор Вортингтон Кларк
- 1968 — Семь девственниц для убийцы / Nude… si muore — инспектор Дюранд
- 1968 — Последний шанс / Scacco internazionale — Джордж Макконнелл
- 1968 — Атака коммандос / Giugno '44 — Sbarcheremo in Normandia — Блинн
- 1968 — Уловка / Subterfuge — Голдсмит
- 1969 — Битва за Эль-Аламейн / La battaglia di El Alamein — генерал Бернард Лоу Монтгомери
- 1969 — Заговор в Сурабайе / Surabaya Conspiracy — Харви Уорд
- 1970 — Ужасные монстры / Los monstruos del terror — доктор Одо Варнофф

### Телевидение
- 1955-58 — Кульминация / Climax! (8 эпизодов)
- 1956 — Продюсерская витрина / Producers' Showcase (1 эпизод)
- 1957 — Театр 90 / Playhouse 90 (1 эпизод)
- 1957-63 — Караван повозок / Wagon Train (2 эпизода)
- 1958 — Шоу Фрэнка Синатры / The Frank Sinatra Show (1 эпизод)
- 1958 — Преследование / Pursuit (1 эпизод)
- 1958 — Решение / Decision (1 эпизод)
- 1958 — Театр «Люкс» / Lux Playhouse (1 эпизод)
- 1958 — Подозрение / Suspicion (1 эпизод)
- 1958-62 — Альфред Хичкок представляет / Alfred Hitchcock Presents (2 эпизода)
- 1958-62 — Театр Зейна Грея / Zane Grey Theater (3 эпизода)
- 1959-65 — Третий человек / The Third Man (77 эпизодов)
- 1960 — Шоу месяца «Дюпон» / The DuPont Show of the Month (1 эпизод)
- 1960 — Сказки Ширли Темпл / Shirley Temple’s Storybook (1 эпизод)
- 1961 — Шоу Барбары Стэнвик / The Barbara Stanwyck Show (1 эпизод)
- 1961 — Американцы / The Americans (1 эпизод)
- 1961 — Шоссе 66 / Route 66 (2 эпизода)
- 1961-63 — Шоу Дика Пауэлла / The Dick Powell Show (2 эпизода)
- 1963 — Великое приключение / The Great Adventure (1 эпизод)
- 1963 — Перри Мейсон / Perry Mason (1 эпизод)
- 1963 — Виргинцы / The Virginian (1 эпизод)
- 1963 — Час Альфреда Хичкока / The Alfred Hitchcock Hour (1 эпизод)
- 1964-66 — Дэниэл Бун / Daniel Boone (2 эпизода)
- 1965 — Театр саспенса «Крафт» / Kraft Suspense Theatre (1 эпизод)
- 1965 — Меченый / Branded (1 эпизод)
- 1965 — Морк Долфин / Mark Dolphin (телефильм)
- 1965 — Бонанза / Bonanza (1 эпизод)
- 1966 — Мистер Параселос, кто Вы? / Mr. Paracelaus, Who Are You? (телефильм)
- 1966 — Вертикальный взлёт / 12 O’Clock High (1 эпизод)
- 1966 — Сцена 67 АВС / ABC Stage 67 (1 эпизод)
- 1966 — Бэтмен / Batman (2 эпизода)
- 1966 — Временное пространство / The Time Tunnel (1 эпизод)
- 1966 — Затерянные в космосе / Lost in Space (2 эпизода)
- 1966 — Джерико / Jericho (2 эпизода)
- 1966-67 — Боб Хоуп представляет театр «Крайслер» / Bob Hope Presents the Chrysler Theatre (2 эпизода)
- 1967 — Человек из А. Н.К. Л. / The Man from U.N.C.L.E. (1 эпизод)
- 1967 — Хондо / Hondo (1 эпизод)
- 1967 — Я шпион / I Spy (1 эпизод)
- 1967 — Стальной жеребец / Iron Horse (1 эпизод)
- 1967 — Час Дэнни Томаса / The Danny Thomas Hour (1 эпизод)
- 1967 — Захватчики / The Invaders (3 эпизода)
- 1967-69 — ФБР / The F.B.I. (3 эпизода)
- 1968 — Премьера / Premiere (1 эпизод)
- 1968 — Европейский сыщик / European Eye — Мартин Пёрселл (телефильм)